# Qualité de réception en télévision terrestre
 (octobre 2022).
- Si vous ne connaissez pas le sujet, laissez ce bandeau (vous pouvez alors contacter les auteurs).
- Si vous supprimez le contenu mis en cause (vous pouvez préalablement contacter les auteurs),

argumentez précisément cette suppression dans la page de discussion
(un manque de référence n'est pas un argument ; une recherche réelle de référence doit avoir été effectuée, être formellement documentée).

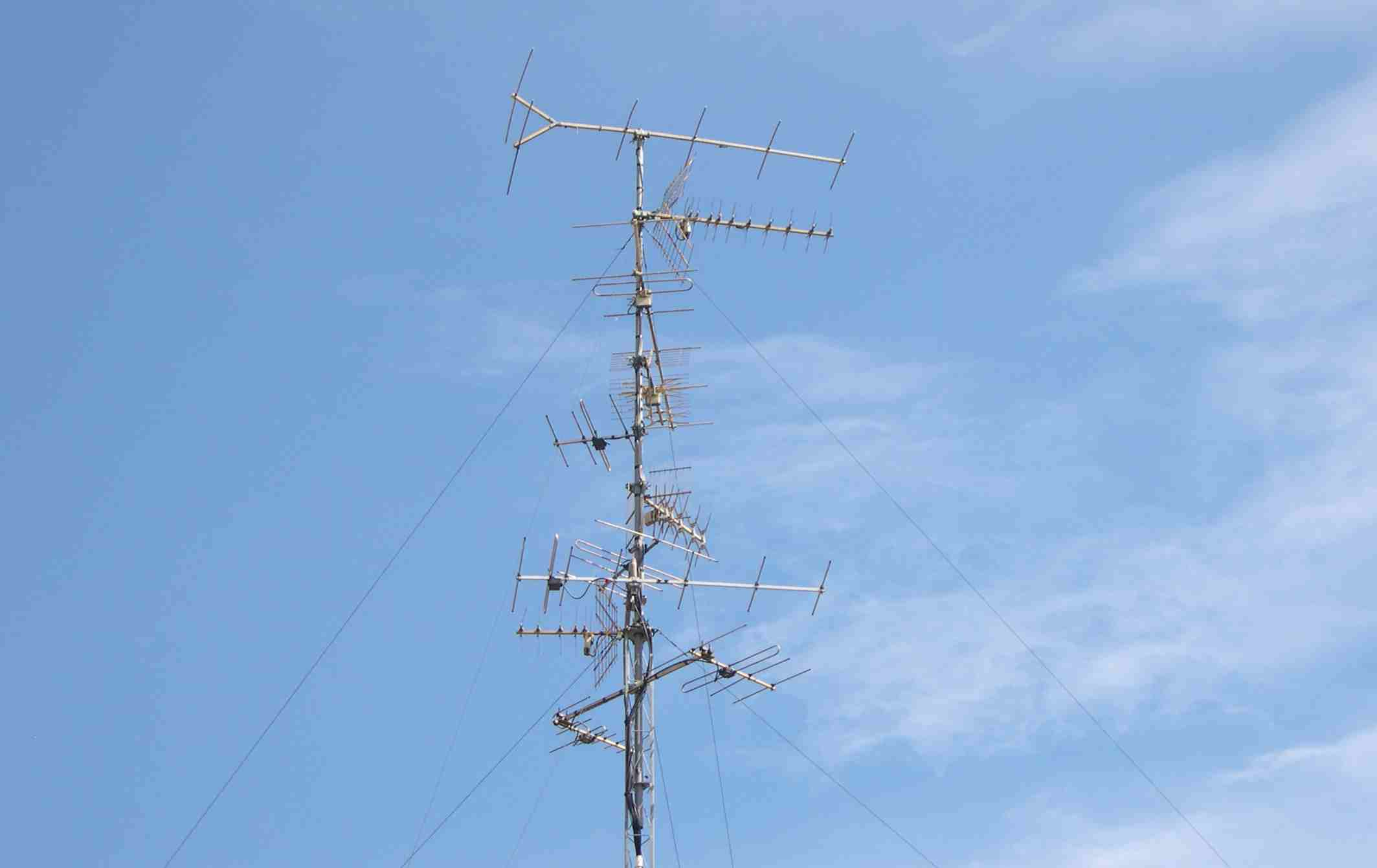
Mât d'antennes TV frontalières.

La qualité de réception en télévision terrestre dépend de facteurs multiples tels notamment que le type de modulation, le niveau de signal reçu, les échos lors de la propagation des ondes, l'atténuation, les interférences, les parasites ainsi que les équipements exploités pour la démoduler. Les critères performance applicables à la télévision analogique hertzienne ne s'appliquent plus pour la télévision numérique TNT et à la norme Digital Video Broadcasting. Un signal dégradé peut également affecter le signal sonore, tant en analogique qu'en réception numérique.
Un émetteur ou un réémetteur de télédiffusion analogique affecte ou dégrade significativement les signaux dès lors qu'il les exploite contrairement aux équipements numériques, lesquels sont adaptés pour préserver les caractéristiques de la source, jusqu'à une certaine limite; soit tant que la correction d'erreur appliquée par l'équipement reste dans certains seuils de la norme. Pour l'usager, la qualité d'image subjective perçue est celle qu'il perçoit au bout de la chaîne, s'affichant à l'écran du téléviseur et qu'il entend par l'intermédiaire des haut-parleurs associés.
En réception de signaux analogiques, certains parasites, déformations, échos, distorsions d'image peuvent se produire et visiblement affecter l'image. En numérique, des artefacts, macroblocs, gel d'image, interruptions, coupures de son, grésillements... peuvent apparaître, ainsi qu'une absence totale de vidéo « écran noir » ou encore, une coupure du son. Le type d'antenne, son orientation, le réseau de télédistribution (câble coaxial), les composants passifs ou actifs associés, la présence ou la proximité de perturbations électromagnétiques, les intempéries et d'autres phénomènes ou paramètres locaux, peuvent affecter la qualité des signaux télédiffusés.

## Évaluation subjective en réception TV analogique
Ce tableau comprend une échelle fermée, notée de 1 à 10, parfois appelé « échelle de Nueffer », du nom d’un auteur français vulgarisateur de la technologie vidéo, définie par paliers successifs de 5 en 5 dB, l'aspect visuel d'une image vidéo télédiffusée en modulation analogique, perçue par un être humain.
Le niveau approximatif nécessaire figure dans les normes européennes analogiques, conformément au signal présent à l'entrée d'antenne d'un téléviseur, en supposant un signal de télévision dépourvu de parasites et de distorsions, retransmis au niveau de qualité 10.
Pour comparaison, les niveaux de réception d’une image en norme TNT sont également indiqués :
| Note | Niveau    | Observations image analogique | Observations signal numérique                          |
| ---- | --------- | ----------------------------- | ------------------------------------------------------ |
| 10   | > 60 dBµV | Parfait                       | Satisfaisant                                           |
| 09   | 55 dBµV   | Excellent                     | Satisfaisant                                           |
| 08   | 50 dBµV   | Très bon                      | Minimum recommandé                                     |
| 07   | 45 dBµV   | Bon                           | Minimum souhaitable                                    |
| 06   | 40 dBµV   | Assez bon                     | Niveau acceptable                                      |
| 05   | 35 dBµV   | Moyen                         | Dysfonctionnements possibles en limite, mosaïque, gels |
| 04   | 30 dBµV   | Passable                      | Dysfonctionnements avérés                              |
| 03   | 25 dBµV   | Médiocre                      | Écran noir                                             |
| 02   | 20 dBµV   | Perceptible                   | Écran noir                                             |
| 01   | 15 dBµV   | Néant                         | Écran noir                                             |
|      |           |                               |                                                        |

La note 10 correspond à une image sans défaut procurant un grain d'image minimum et un bon détail. Au niveau 9, on perçoit difficilement à l'écran, le début du « bruit » dit aussi « souffle » (perception auditive) ou encore « neige » - le télévision affiche une image neigeuse dans le langage usuel - pour les yeux les plus exercés. Au fur et à mesure que l'intensité du signal décroît, la neige ou sorte de fourmillement de points blancs ou colorés RVB), se manifeste de plus en plus. Suivant les performances du tuner et des composants associés, le seuil du codage de chrominance SÉCAM ou PAL se situe vers 25 à 20 dBµV. Plus sensibles et performants, les appareils de mesure des antennistes ou installateurs permettent de mesurer des signaux modulés en norme L, B ou G jusqu'à la faible valeur de 30 dBµV.
Au-delà de la note 10, la progression de la notation par marches de 5 dB pourrait être définie mais la qualité subjective reste stable. Toutefois, le dépassement de certains seuils d'amplitude du signal peuvent saturer et dès lors dégrader le signal comme par exemple, la proximité d'un site émetteur puissant.
Les paramètres affectant le niveau de signal reçu à l'entrée du téléviseur sont nombreux.

## Influence sur la propagation
La retransmission des signaux de télévision terrestres analogiques privilégie une liaison directe « à vue », c’est-à-dire que l'installateur de l'antenne au point de réception doit apercevoir le site d'émission, ses antennes émettrices ou son pylône. Comme dans le domaine de l'optique, la diffraction peut affecter la bonne propagation des signaux de télévision ainsi que l'absorption et la réflexion, lesquelles dégradent la réception ou au contraire, autorisent des réceptions sans vue directe.
La réception dite « aveugle » sans vue directe de l'émetteur est aussi possible, si la marge du champ d'un émetteur de télévision assez proche est suffisante, par réflexions et diffraction sur les obstacles avoisinants. L'installateur peut ainsi exploiter une paroi rocheuse lisse, un bâtiment ou un élément de surface plane visé par rebond pour bénéficier d'un signal suffisant et non perturbé. La réception en intérieur avec une antenne d'intérieur, à travers les murs ou sous le toît, dans les pièces d'habitation est parfois réalisable si l'absorption est faible par la toiture et les murs de l'édifice.
La performance de réception dépend aussi de l'importance du dégagement immédiat côté émetteur, au plan vertical ou altitude. Plus l'horizon visuel est bas ou dégagé, plus les conditions d'émission sont favorables. La situation en altitude cumulée par rapport à la limite de la courbure terrestre peut contrarier significativement notamment la réception d'émetteurs frontaliers érigés sur des massifs montagneux limitrophes, par exemple en Suisse, en Espagne ou en Italie.
La réception d'émetteurs étrangers lointains souvent erratique sur le littoral voire « en dessous du niveau de la mer » est connue, particulièrement en été. Toutefois il s'agit de renforts de propagation « troposphériques » qui présentent par ailleurs, plus d'inconvénients que d'avantages pour les professionnels des télécommunications (saturations, brouillages, coupures de service, , etc.).
Voir aussi : « Faisceaux hertziens ».

## Influence de la hauteur d'antenne
En général, en l'absence d'obstacle direct, la limite de portée donnée par l'horizon est la somme des distances à l'horizon entre émetteur et récepteur, d'altitude depuis le sol {\displaystyle h_{1}} et {\displaystyle h_{2}} soit {\displaystyle 112({\sqrt {h_{1}}}+{\sqrt {h_{2}}})}, toutes les longueurs étant exprimées en km.
Ce type de liaison est exprimé en LOS (line of sight), c'est-à-dire que l'émetteur est à « vue directe » du récepteur. Mais cette condition n'est prise en compte que pour les antennes ayant un lobe principal fort « effilé ». Les antennes omnidirectionnelles ajoutent un autre critère : l'ellipse de Fresnel décrivant une zone géométrique où tout obstacle génère une perte de transmission.
Exemple de mesure LOS :
En reprenant les mêmes données déjà traitées, on constate que pour un parcours de 125 km, la hauteur de la flèche de l'horizon est de l'ordre de 315 m. Dans cet exemple, chacune des antennes devrait être de ~ 315 m pour être à vue.

Toutefois, pour atteindre efficacement un récepteur situé au ras du sol ({\displaystyle h_{2}=0}), l'émetteur doit être situé à une altitude quadruple, soit 1 260 m. Pour un immeuble collectif de 10 étages (30 m), il lui suffit d'avoir {\displaystyle ({\frac {125}{112}}-{\sqrt {h_{2}}})^{2}} km = 890 m.

## Modélisation de la couverture
Certains logiciels visualisent en coupe, la forme et le trajet de l'onde optique mettant en valeur les zones naturelles couvertes ou éclairées théoriquement. Si, sur le schéma, un seul point dépasse de la ligne rectiligne reliant les antennes, la réception est aveugle. On observe que le sommet montagneux le plus haut dans le parcours n'est pas forcément le plus gênant, tout dépend de sa position par rapport à l'émetteur et au récepteur : plus l'obstacle est proche et son altitude supérieure aux points décisifs, plus les courbes de flux devront s'élever en altitude à mi-parcours pour redescendre en formant une certaine courbure et de ce fait, plus la réception devient difficile, ou le champ plus faible.
Voir aussi : « Diffusion des ondes ».

## Évaluation du niveau réel reçu
Dans une distribution domestique comme un pavillon isolé sans électronique active, la sortie du dipôle est le point d'évaluation de la qualité de réception initiale de l'image avec l'antenne sélectionnée - adaptée à la ou aux fréquences, VHF, UHF bande IV ou V ou groupe de canaux ou encore monocanal - et correctement ajustée. Tout au long du réseau de télédistribution, dit descente d'antenne, le signal va plus ou moins s'affaiblir, voire se dégrader par échos, généralement en fonction de la longueur du câble coaxial, de sa performance ou de son état (1 à 4 dB/10 m), ainsi que des caractéristiques ou composants passifs de l'installation (distribution par répartiteur à x directions, dérivateur, coupleur, découpleur, fiches, boîte d'arrivée, etc.) et cela, en l'absence de toute forme d'amplification.
La gamme de fréquence joue un rôle primordial dans la performance du câble coaxial : plus la longueur d'onde est courte (plus la fréquence est élevée), plus l'atténuation est marquée. De fait, l'atténuation dans le câble est moindre sur le canal 2 (Bande I VHF) que sur le canal 69 (Bande V UHF).
Ainsi, dans une installation conventionnelle, la valeur de perte d'1 point voire parfois de 2 points de niveau de qualité entre le haut et le bas du coaxial peut produire une image trop dégradée si, en tête du système, elle accuse déjà un seuil limite.
L'utilisation d'un amplificateur directement ou à proximité immédiate de l'antenne permet de compenser jusqu'à une certaine limite, les pertes de télédistribution, sans toutefois améliorer la qualité de réception qu'elle capte.

## Modulation à la norme numérique
À la différence de la télévision analogique dont la qualité se dégrade progressivement selon le niveau de signal reçu, la télévision numérique présente un seuil le plus souvent abrupt entre un fonctionnement correct sans amélioration notable si le niveau augmente et l'arrêt de fonctionnement. Entre ces deux situations, on peut observer diverses dégradations.
La notation universelle de la qualité d'image délivrée pour l'analogique ne peut s'appliquer car il existe de nombreux compromis subjectifs s'articulant autour de la relation débit/ compression/ résolution-définition. On peut cependant estimer que plus la résolution est haute, plus le débit nécessaire doit être important. Certaines catégories d'images (météo, téléachat, etc.) exploitent une faible résolution / définition avec un faible débit. En revanche, un grand spectacle riche en détails mobiles avec une allocation limitée, risque de pénaliser la qualité visuelle de l'émission. En résumé, haute résolution et bas débit sont généralement contradictoires.
Le seuil de perturbation est atteint à partir d'un niveau (indicatif) de signal < 35 dBµV; cas de la clé TNT et certains récepteurs TNT et la valeur ~ 30 dBµV, cas du téléviseur, de l'adaptateur ou du récepteur classique avec un tuner sensible, dans les meilleures conditions spectrales.
Pour une antenne délivrant en alogique une image à la norme L et codage SECAM évaluée 8 voire 7 sur l'échelle de l'auteur (neige visible mais pas trop gênante), un adaptateur numérique ou un téléviseur DVB-T, devrait procurer une réception numérique satisfaisante.
En zone montagneuse ou d'autres cas, la réception de la TNT captée depuis un émetteur sans vue directe est parfois possible grâce aux échos (trajet différent par réflexion sur obstacle, plus long donc en retard) alors qu'en réception analogique, en présence de plusieurs échos, l'écran présente une image démultipliée, souvent non acceptable, malgré un niveau théorique de signal suffisant.
Les émetteurs européens à la norme DVB-T peuvent délivrer un niveau efficace allant de −3 dB à −15 dB voire exceptionnellement −19 dB, par rapport à ceux diffusant en norme analogique L, B/G. La baisse normalisée représente de -12 (IV) et −13 dB (V). En France métropolitaine, la puissance du signal à la norme analogique L se mesure au niveau du blanc du signal vidéo alors qu'en télédiffusion numérique, la puissance efficace est mesurée.
On note qu'en dehors de sa puissance rayonnée, le pouvoir couvrant d'un émetteur TNT dépend notamment du débit et du type de correction d'erreurs employés. Ainsi, à puissance émise égale, les émetteurs qui consacrent plus de débit à la correction d'erreurs sont plus efficaces en portée que les autres. On observe cette configuration pour les émetteurs DVB-T/DVB-T2 suisses et allemands.
La conception, les logiciels de traitement des signaux et la qualité des composants du téléviseur, de l'écran ou du vidéoprojecteur, du tube cathodique, de l'écran plasma ou LCD et de l'adaptateur DVB-T ou DVB-T2 et leur connectique peuvent affecter, le plus souvent modérément, le rendu subjectif de l'image et du son. Les plus récentes technologies d'affichage délivrent un signal TNT techniquement optimum (intensité et qualité) mais l'image peut être affectée par des algorithmes ou des traitements de compression de l'image.